# Herteliana taylorii
Herteliana taylorii är en lavart som först beskrevs av Salwey, och fick sitt nu gällande namn av P. James. Herteliana taylorii ingår i släktet Herteliana och familjen Ramalinaceae.   Inga underarter finns listade i Catalogue of Life.